# 群芳頌
《群芳頌》是香港亞洲電視製作的劇集，由阮惠源監製，魯振順、麥德羅、江漢及一眾首屆亞洲小姐擔綱演出，成為朱慧珊、葉玉卿等人的出道之作，本劇主題曲亦選用由奧金寶創作的亞洲小姐競選主題音樂。

## 演員表
- 朱慧珊 飾 屈紫荊
- 葉玉卿 飾 林詩青
- 魯振順 飾 伍振華
- 麥德羅 飾 范光宗
- 潘先儀 飾 夏曉藍
- 梁舜燕 飾 阮秀蘭
- 江　漢  飾 林伯翰
- 馬麗莉 飾 黃小碧
- 李映彤 飾 高高
- 張武孝 飾 羅達
- 駱慧貞  飾 葉紅霞
- 良　鳴 飾 藍父
- 馮　真 飾 丁母
- 陳百燊 飾 麥漢基
- 蔣　金 飾 傻豹
- 丁　茵 飾 藍母
- 弗　烈 飾 藍弟
- 鄭恕峰 飾 楊慕光
- 曹達華 飾 高父
- 李顯明 飾 助編
- 鄭　雷 飾 屈智光
- 鄭文霞 飾 范光宗母
- 葉子楣 飾 Amy
- 盧惠光 飾 殺手
- 司馬華龍 飾 程伯通